# Hypnoidhysterie
Der Begriff Hypnoidhysterie bezeichnet in der klassischen Psychoanalyse eine ätiologische Klasse von Hysterien, die auf der Bildung von Hypnoiden basieren. Der Begriff ist veraltet.
Er geht auf die Annahmen von Sigmund Freud zurück, der diese Klasse in seinen Beiträgen zu den „Studien über Hysterie“ von 1895 vor der Entwicklung des Konzepts der Verdrängung aufstellte.
Demnach werde eine in die Psyche eintretende Repräsentanz von einem hypnoiden Zustand empfangen und gelange erst gar nicht in das primäre Bewusstsein. Die Repräsentanz werde dabei ebenfalls hypnoid eingebaut und Bestandteil des sekundären Bewusstseins. Insbesondere nimmt dieses Hysterie-Konzept keinen psychischen Widerstand an (oder er ist nicht nachzuweisen), welcher das Bewusstwerden der hypnoiden Vorstellungen verhindere. Der Patient suche aktiv nach Stärkung des sekundären Bewusstseins – ein Paradoxon, da es dem Suchen nach stärkerer Symptomatik gleich komme.
Freud wies darauf hin, dass seiner Erfahrung gemäß sich viele Hypnoidhysterien bei genauerer Betrachtung als Abwehrhysterien entpuppen würden. Er vermutet gemeinsame Wurzeln dieser beiden Hysterieformen, konnte sie aber erst mit dem Konzept der Verdrängung vereinheitlichen.